# 西部群島 (英國國會選區)
西部群島（蘇格蘭蓋爾語：Na h-Eileanan an Iar），英語舊名依其意稱Western Isles，英國國會一郡選區，包括整個埃利安錫爾（外赫布里底群島）。選區設於1918年。
由於選區位置幾近與世隔絕，即使它的人口是所有選區中最少，法例仍規定它不能被併入其他選區。此外英國政府為尊重當地流通的語言，正式名稱亦依蘇格蘭蓋爾語名。
1935年以來工黨和蘇格蘭民族黨輪流佔據當區議席。2010年大選中蘇格蘭民族黨的安格斯·麥克尼爾以45.7%選票首度連任。